# Tetrahydroaluminaat

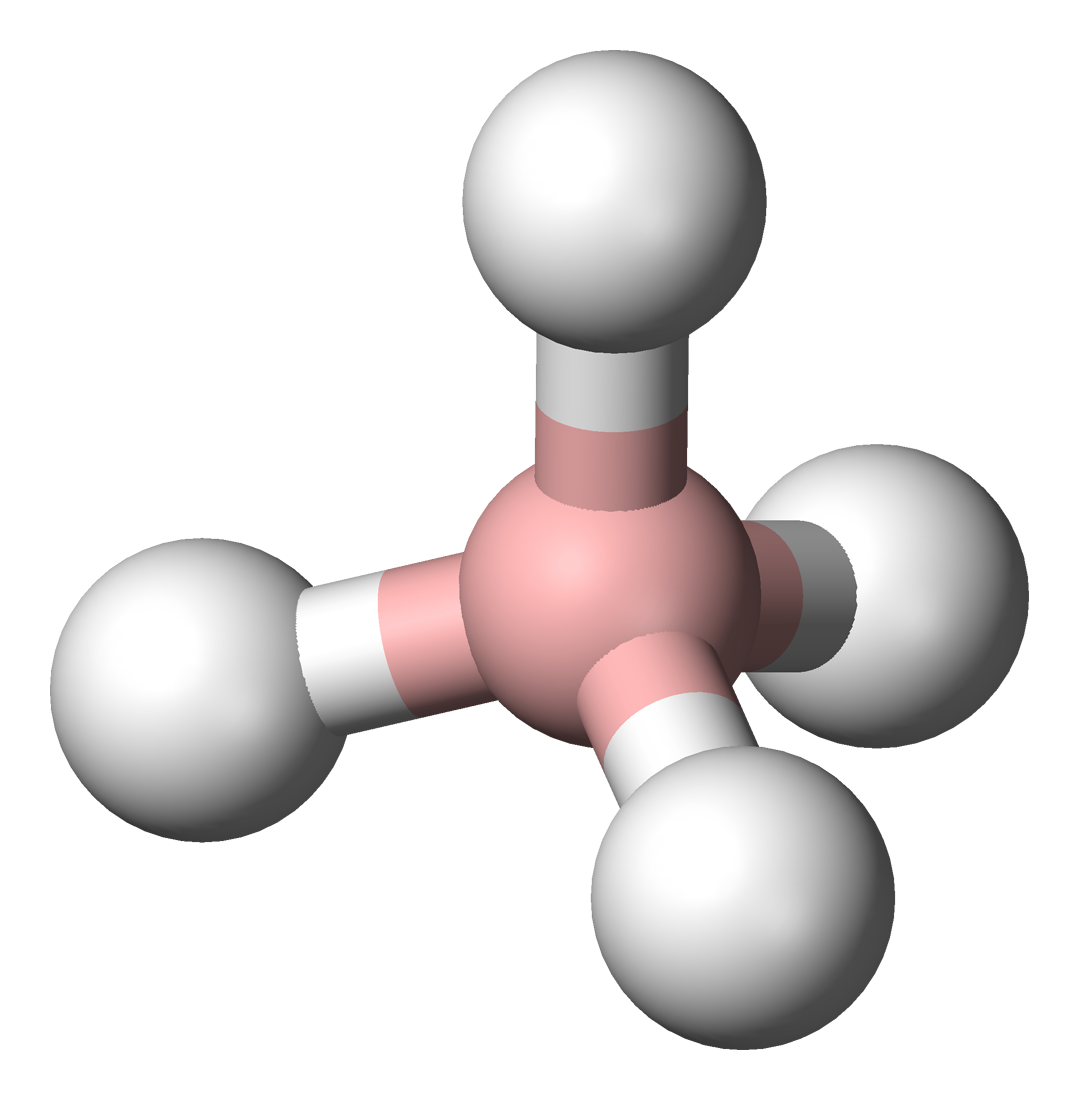
Molecuulmodel van het tetrahydroaluminaat-anion.

Een tetrahydroaluminaat is een anorganische verbinding van het eenwaardig negatieve ion (anion) van aluminium en waterstof. De brutoformule is AlH4−.

## Structuur en eigenschappen
Soms wordt simpelweg aluminiumhydride gezegd of geschreven, maar dan ontstaat er verwarring met het neutrale AlH3: aluminium kan in normale omstandigheden slechts 3 waterstofatomen binden, omdat het over slechts 3 valentie-elektronen beschikt. In AlH3 zijn echter nog vrije d-orbitalen beschikbaar, omdat aluminium zich in periode 3 bevindt, waardoor een hydride (H−) gebonden kon worden via een coördinatief covalente binding. Een leeg d-orbitaal ontvangt de beide valentie-elektronen van het hydride, waardoor een nieuwe binding ontstaat. De moleculaire structuur wordt dan een tetraëder.
De meeste tetrahydroaluminaten reageren hevig met water, onder vorming van hydroxiden en waterstofgas.

## Toepassingen
De meeste van deze verbindingen worden gebruikt als reducerend reagens in onder meer organische syntheses. Ze zijn eveneens in staat om te reageren met liganden en op die manier een aluminium-complex te vormen.

## Voorbeelden
- Lithiumaluminiumhydride
- Natriumaluminiumhydride
- Kaliumaluminiumhydride
- Magnesiumaluminiumhydride